# Antonio González Salmón
Antonio González Salmón (San Felices del Valle, 1 de novembre de 1768 – Tarifa, 21 de gener de 1834) va ser un hisendista i polític espanyol.

## Biografia
Funcionari diplomàtic, era cònsol General a Tànger en 1801. Després va ser president de la Companyia de les Filipines i intendent provincial i superintendent d'Hisenda. Va exercir entre el 3 de novembre de 1819 i el 22 de març de 1820 la Secretaria d'Estat i del despatx d'Hisenda. En cessar va ser nomenat superintendent del Mont de Pietat de Loteries.